# Coronaster
Genre
Coronaster est un genre d'étoiles de mer (Asteroidea) de la famille des Asteriidae.

## Liste d'espèces
Selon World Register of Marine Species (3 juillet 2014) :
- Coronaster briareus (Verrill, 1882)
- Coronaster eclipes Fisher, 1925
- Coronaster halicepus Fisher, 1917
- Coronaster marchenus Ziesenhenne, 1942
- Coronaster pauciporis Jangoux, 1984
- Coronaster reticulatus (H.L. Clark, 1916)
- Coronaster sakuranus (Döderlein, 1902)
- Coronaster volsellatus (Sladen, 1889)

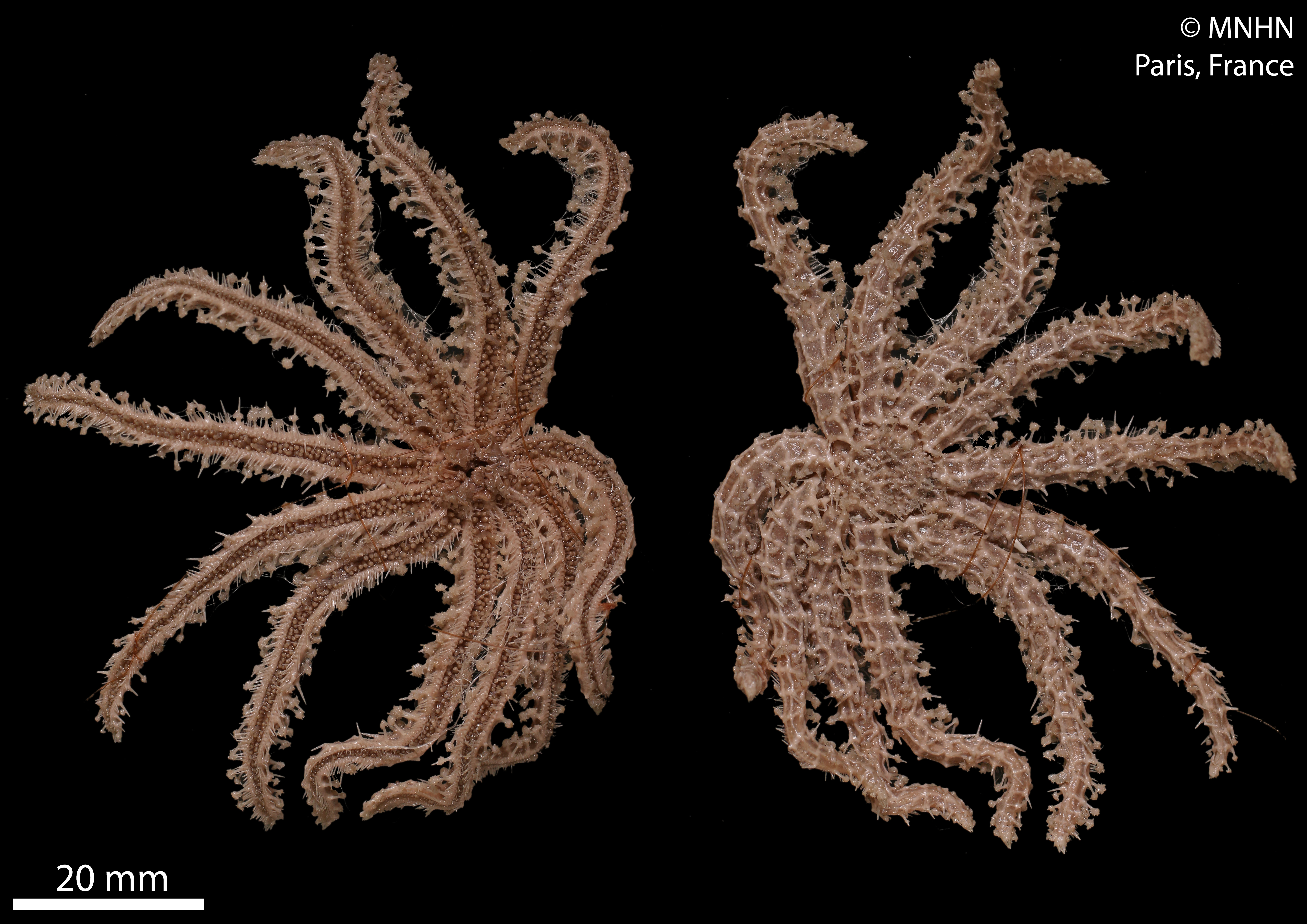
Coronaster briareus (MNHN).
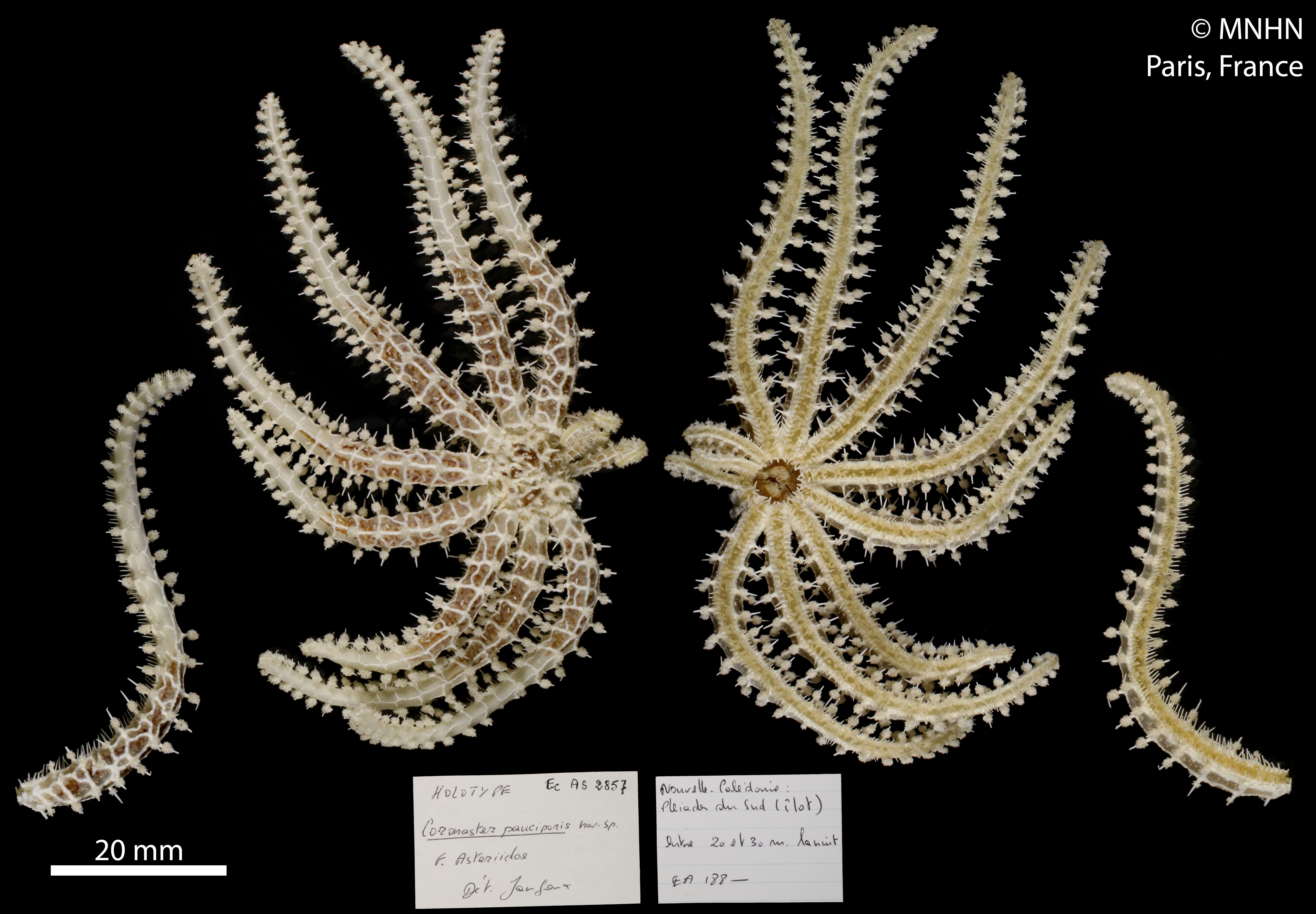
Coronaster pauciporis (holotype, MNHN).
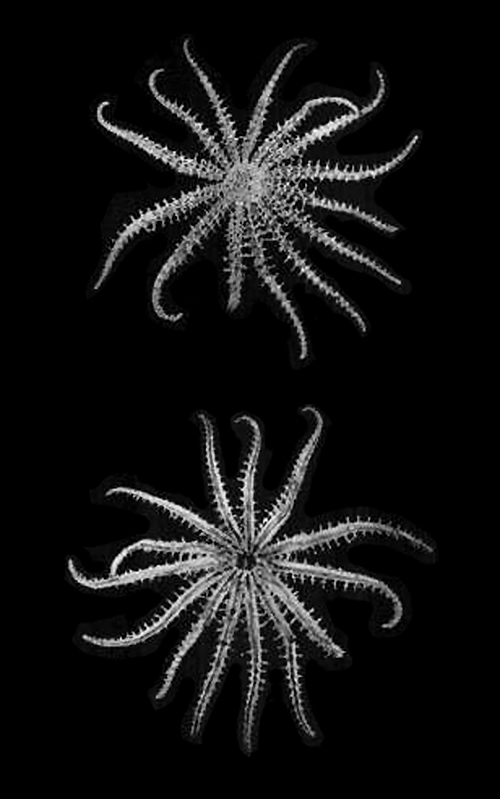
Coronaster marchenus.
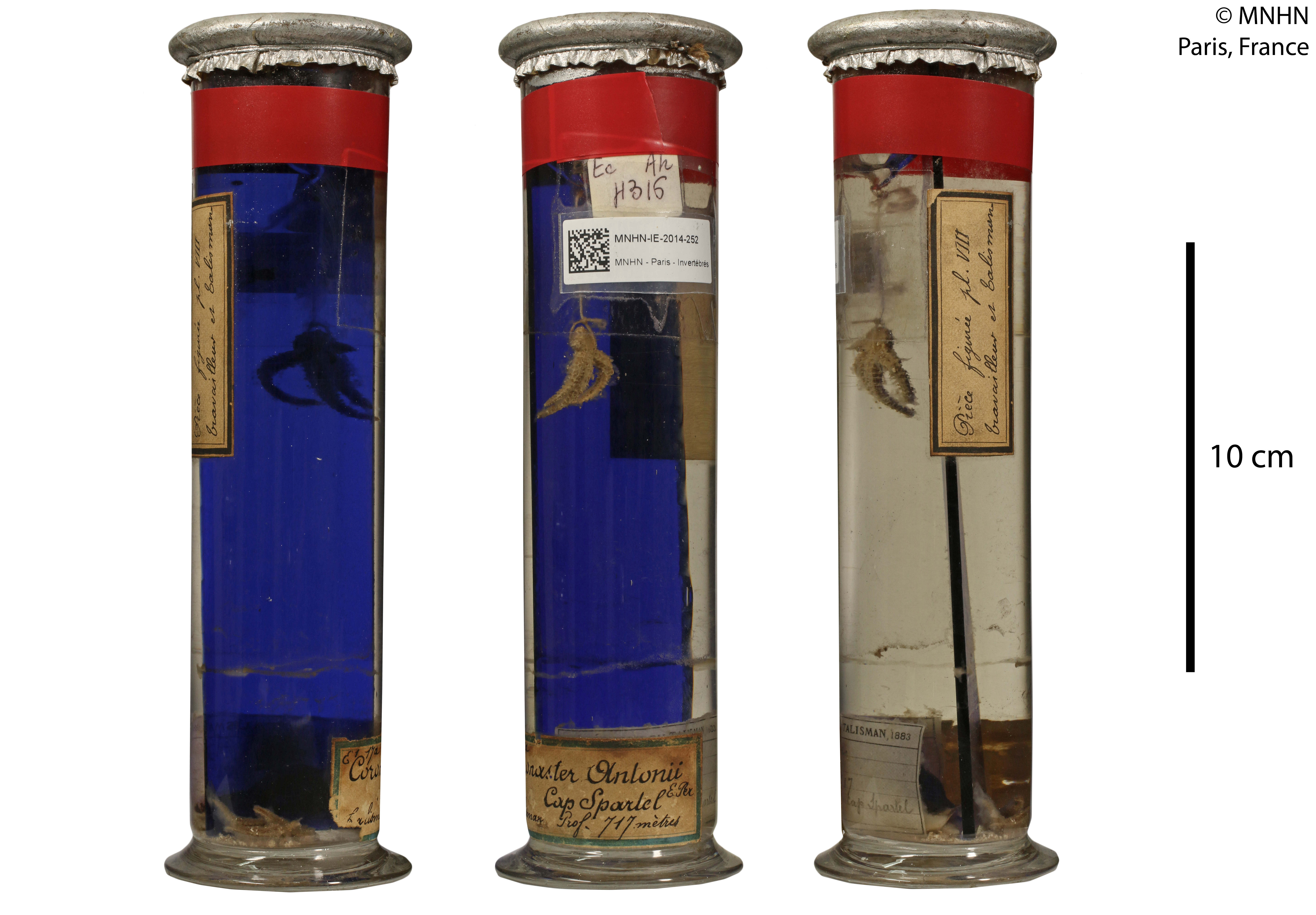
Coronaster volsellatus (MNHN).